# سامي كوكس
سامي كوكس (بالإنجليزية: Sammy Cox)‏ (13 أبريل 1924 في المملكة المتحدة - 2 أغسطس 2015 في كندا) هو لاعب كرة قدم بريطاني في مركزي الدفاع والظهير. شارك مع منتخب اسكتلندا لكرة القدم. أما مع النوادي، فقد لعب مع نادي دندي ونادي رينجرز ونادي إيست فيف ونادي لانارك الثالث ورابطة كرة القدم الاسكتلندية الحادية عشر ‏ ونادي كوينز بارك.

## مسيرته الكروية
لعب سامي كوكس خلال مسيرته الاحترافية مع ناديين في اثنا عشر موسمًا وسجل خلالها 15 هدفًا ضمن 267 مباراة. حيث فاز في خمسة مواسم بالكأس وفي خمسة مواسم بالدوري.
خاض سامي كوكس مسيرته مع نادي رينجرز في موسم 1946–47 ليلعب معه عشرة مواسم، مشاركًا في 207 مباراة سجل خلالها 14 هدفًا. ثم انتقل إلى نادي فالكيرك في موسم 1956–57 ولمدة موسمين، حيث شارك في 60 مباراة سجل خلالها هدفًا واحدًا.

## وصلات خارجية
- سامي كوكس على موقع الاتحاد الإسكتلندي (الإنجليزية)
- سامي كوكس على موقع ناشيونال فوتبول تيمز (الإنجليزية)